# هوغو غامبور
هوغو غامبور (بالإنجليزية: Hugo Gambor)‏ هو لاعب كرة قدم فرنسي يلعب مع نادي باريس.